# Premier League (snooker)
Premier League Snooker var en professionell inbjudningsturnering i snooker som spelades mellan 1987 och 2012. Till skillnad från de flesta andra snookerturneringar spelades Premier League dels som ett seriespel där alla mötte alla och dels under en längre tidsperiod, vanligtvis några månader på hösten med matcher en gång i veckan. Sedan 2008 fanns även en kvalturnering till Premier League: Championship League.
Ett antal av världens bästa (oftast sju) snookerspelare bjöds in att delta i tävlingen. Alla mötte alla i matcher som var utspridda över tid. Matcherna spelades i bäst av 6 frames och kunde alltså sluta oavgjort, 3–3. Man fick två poäng för en vunnen match och en poäng för oavgjort. De fyra bäst placerade gick vidare till semifinal som spelades i bäst av 9 frames. Finalen spelades i bäst av 13 frames.
Under de fem första åren spelades inget slutspel utan ettan i seriespelet vann turneringen.
Till skillnad från vanliga snookerturneringar så fanns det i Premier League från och med 2005 en regel som sade att spelarna hade maximalt 25 sekunder på sig mellan stötarna. Överskreds denna tid fick man fem poängs bestraffning. En spelare hade dock rätt till upp till fem time outs per match då han fick ta hur lång tid på sig han ville.
Premier League dominerades först av Steve Davis som vann de fyra första turneringarna. Stephen Hendry lyckades vinna turneringen sex gånger mellan 1991 och 2004 innan Ronnie O'Sullivan tog över som turneringens gigant med tio segrar sedan 1997 med fem i rad mellan 2005 och 2008.

## Vinnare
Under säsongen 1989/1990 spelades två turneringar, en brittisk och en europeisk. Den europeiska upplagan vanns av Tony Meo, med Jimmy White på andra plats.
| År                       | Vinnare                  | Motståndare              | Resultat                 | Säsong                   |
| Matchroom Premier League | Matchroom Premier League | Matchroom Premier League | Matchroom Premier League | Matchroom Premier League |
| ------------------------ | ------------------------ | ------------------------ | ------------------------ | ------------------------ |
| 1987                     | Steve Davis              | Neal Foulds              | –                        | 1986/87                  |
| 1988                     | Steve Davis              | Stephen Hendry           | –                        | 1987/88                  |
| 1989                     | Steve Davis              | John Parrott             | –                        | 1988/89                  |
| 1990                     | Steve Davis              | Stephen Hendry           | –                        | 1989/90                  |
| 1991                     | Stephen Hendry           | Steve Davis              | –                        | 1990/91                  |
| 1992                     | Stephen Hendry           | Steve Davis              | 9 – 2                    | 1992/93                  |
| European League          |                          |                          |                          |                          |
| 1993                     | Jimmy White              | Alan McManus             | 10 – 7                   | 1992/93                  |
| 1994                     | Stephen Hendry           | John Parrott             | 10 – 7                   | 1993/94                  |
| 1995                     | Stephen Hendry           | Ken Doherty              | 10 – 2                   | 1994/95                  |
| 1996                     | Ken Doherty              | Steve Davis              | 10 – 5                   | 1995/96                  |
| 1997                     | Ronnie O'Sullivan        | Stephen Hendry           | 10 – 8                   | 1996/97                  |
| 1998                     | Ken Doherty              | Jimmy White              | 10 – 2                   | 1997/98                  |
| 1999                     | John Higgins             | Jimmy White              | 9 – 4                    | 1998/99                  |
| Premier League           |                          |                          |                          |                          |
| 2000                     | Stephen Hendry           | Mark Williams            | 9 – 5                    | 1999/00                  |
| 2001                     | Ronnie O'Sullivan        | Stephen Hendry           | 9 – 7                    | 2000/01                  |
| 2002                     | Ronnie O'Sullivan        | John Higgins             | 9 – 4                    | 2001/02                  |
| 2003                     | Marco Fu                 | Mark Williams            | 9 – 5                    | 2002/03                  |
| 2004                     | Stephen Hendry           | John Higgins             | 9 – 6                    | 2003/04                  |
| 2005                     | Ronnie O'Sullivan        | Mark Williams            | 6 – 0                    | 2004/05                  |
| 2005                     | Ronnie O'Sullivan        | Stephen Hendry           | 6 – 0                    | 2005/06                  |
| 2006                     | Ronnie O'Sullivan        | Jimmy White              | 7 – 0                    | 2006/07                  |
| 2007                     | Ronnie O'Sullivan        | John Higgins             | 7 – 4                    | 2007/08                  |
| 2008                     | Ronnie O'Sullivan        | Mark Selby               | 7 – 2                    | 2008/09                  |
| 2009                     | Shaun Murphy             | Ronnie O'Sullivan        | 7 – 3                    | 2009/10                  |
| 2010                     | Ronnie O'Sullivan        | Shaun Murphy             | 7 – 1                    | 2010/11                  |
| 2011                     | Ronnie O'Sullivan        | Ding Junhui              | 7 – 1                    | 2011/12                  |
| 2012                     | Stuart Bingham           | Judd Trump               | 7 – 2                    | 2012/13                  |